# Beichlingen
Beichlingen is een plaats en voormalige gemeente in de Duitse deelstaat Thüringen, en maakt deel uit van de Landkreis Sömmerda.
Beichlingen telt 498 inwoners (31 december 2019).
Het kerkdorp Altenbeichlingen behoorde tot de gemeente Beichlingen tot deze op 1 januari 2019 werd opgeheven en de beide plaatsen opgingen in de gemeente Kölleda.

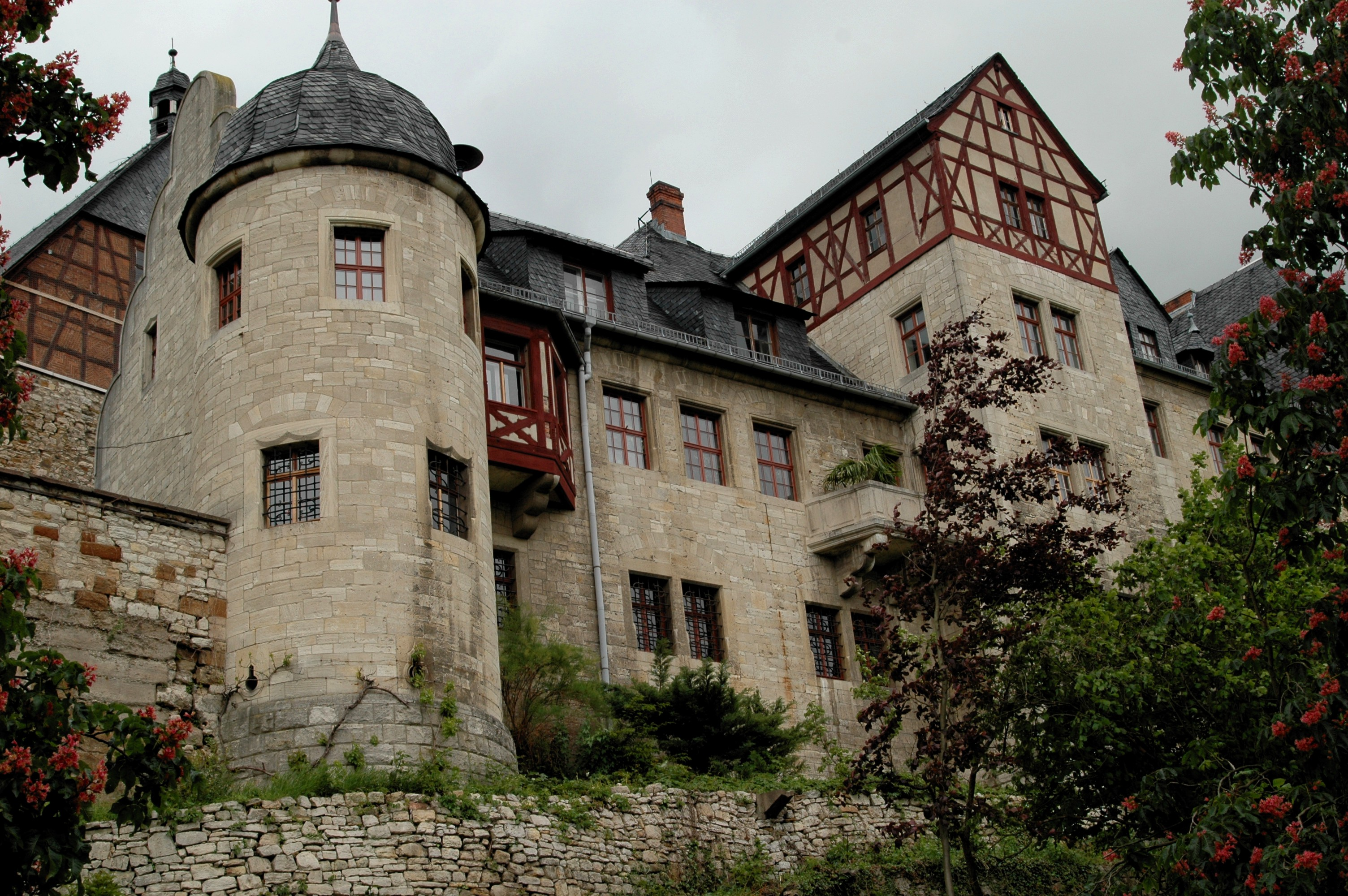
Slot Beichlingen